# Mu Zhongsheng
Mu Zhongsheng (chinesisch 牟钟声; * 26. Juli 1991 in Anda) ist ein ehemaliger chinesischer Eisschnellläufer.

## Werdegang
Mu trat international erstmals bei den Juniorenweltmeisterschaften 2009 in Zakopane in Erscheinung, wobei er den 12. Platz in der Teamverfolgung errang. Im folgenden Jahr wurde er chinesischer Juniorenmeister und nahm bei den Juniorenweltmeisterschaften 2010 in Moskau an vier Läufen teil. Seine besten Platzierungen dort waren der 11. Platz über 500 m und der achte Rang in der Teamverfolgung. In der Saison 2012/13 startete er in Nagano erstmals im Eisschnelllauf-Weltcup, wobei er in der B-Gruppe den 21. Platz über 1000 m errang und wurde bei den Asienmeisterschaften 2013 in Changchun Sechster über 1000 m sowie Fünfter über 500 m. Zudem lief er bei der Winter-Universiade 2013  in Baselga di Piné auf den 11. Platz über 1000 m und auf den vierten Rang über 500 m. Im folgenden Jahr belegte er bei den Olympischen Winterspielen in Sotschi den 30. Platz über 500 m. In der Saison 2014/15 wurde er chinesischer Meister im Sprint-Mehrkampf und erreichte in Erfurt mit dem zehnten Platz über 500 m sein bestes Ergebnis im Weltcupeinzel. Bei den Einzelstreckenweltmeisterschaften 2015 in Heerenveen kam er auf den 20. Platz über 500 m und holte bei den Asienmeisterschaften 2015 in Changchun die Bronzemedaille über 1000 m sowie die Silbermedaille über 500 m. In der folgenden Saison belegte er bei den Einzelstreckenweltmeisterschaften 2016 in Kolomna den 21. Platz über 500 m und bei der Sprintweltmeisterschaft 2016 in Seoul den 27. Rang. In der Saison 2016/17 absolvierte er in Heerenveen seine letzten Weltcups, welche er auf dem 15. Platz über 500 m in der B-Gruppe sowie auf dem sechsten Rang im Teamsprint beendete und lief bei den Winter-Asienspielen 2017 in Obihiro auf den 15. Platz über 500 m.

## Erfolge

### Olympische Spiele
- 2014 Sotschi: 30. Platz 500 m

### Einzelstrecken-Weltmeisterschaften
- 2015 Heerenveen: 20. Platz 500 m
- 2016 Kolomna: 21. Platz 500 m

### Sprint-Weltmeisterschaften
- 2016 Seoul: 27. Platz Sprint-Mehrkampf

### Asienmeisterschaften
- 2013 Changchun: 5. Platz 500 m, 6. Platz 1000 m
- 2015 Changchun: 2. Platz 500 m, 3. Platz 1000 m

### Winterasienspiele
- 2017 Obihiro: 15. Platz 500 m

## Persönliche Bestzeiten
| Disziplin | Zeit         | Datum              | Ort            |
| --------- | ------------ | ------------------ | -------------- |
| 500 m     | 34,77 s      | 20. November 2015  | Salt Lake City |
| 1000 m    | 1:09,83 min  | 14. Oktober 2016   | Ürümqi         |
| 1500 m    | 1:52,48 min  | 13. September 2014 | Calgary        |
| 3000 m    | 4:10,69 min  | 11. Dezember 2009  | Changchun      |
| 5000 m    | 7:14,43 min  | 7. März 2009       | Harbin         |
| 10000 m   | 15:33,86 min | 30. November 2008  | Changchun      |